# Yvette Williams
Yvette Winifred Williams, później Corlett (ur. 25 kwietnia 1929 w Dunedin, zm. 13 kwietnia 2019 w Auckland) – nowozelandzka lekkoatletka, skoczkini w dal.

## Życiorys
Podczas igrzysk Imperium Brytyjskiego w 1950 roku w Auckland zdobyła złoty medal w skoku w dal i srebrny w rzucie oszczepem. W 1952 roku podczas letnich igrzysk olimpijskich w Helsinkach zdobyła złoty medal w skoku w dal, uzyskując 6,24 metra, a także zajęła 6. miejsce w pchnięciu kulą i 10. miejsce w rzucie dyskiem. Stała się pierwszą kobietą z Nowej Zelandii, która zdobyła złoty medal olimpijski.
20 lutego 1954 w Gisborne pobiła rekord świata w skoku w dal, uzyskując 6,28 metra. Rekord przetrwał przez 18 miesięcy. W 1954 roku podczas igrzysk Imperium Brytyjskiego i Wspólnoty Brytyjskiej w Vancouver zdobyła trzy złote medale (w skoku w dal, pchnięciu kulą i w rzucie dyskiem) oraz zajęła 6. miejsce w biegu na 80 metrów przez płotki. W 1954 roku w 
Wielokrotna rekordzistka Nowej Zelandii w różnych konkurencjach (bieg na 80 metrów przez płotki, skok w dal, pchnięcie kulą, rzut dyskiem, pięciobój, sztafeta 4 × 100 metrów).
W 1954 roku wyszła za mąż za koszykarza Buddy’ego Corletta. Zmieniła nazwisko na Yvette Corlett, mieli czworo dzieci.
W 1956 roku Yvette Williams zakończyła karierę lekkoatletyczną.